# Torás
Torás – gmina w Hiszpanii, w prowincji Castellón, we wspólnocie autonomicznej Walencja, o powierzchni 16,78 km². W 2011 roku liczyła 258 mieszkańców.